# Aconitum mashikense
Aconitum mashikense är en ranunkelväxtart som beskrevs av Yuichi Kadota och S.Umezawa. Aconitum mashikense ingår i släktet stormhattar, och familjen ranunkelväxter. Inga underarter finns listade i Catalogue of Life.